# Canton de Rhôny-Vidourle
Le canton de Rhôny-Vidourle est une ancienne division administrative du département du Gard, dans l’arrondissement de Nîmes. Cas rare pour les anciens cantons, le nom ne correspond pas à celui de la commune chef-lieu, Aimargues.

## Histoire
De 1793 à 1801, il existe un canton dont Aimargues est le chef-lieu et qui est composé des communes du Cailar et de Saint-Laurent-d'Aigouze. Mais ces communes sont ensuite rattachées à d’autres cantons, la première étant intégrée au canton de Vauvert et la seconde à celui d’Aigues-Mortes.
Par décret du 27 février 1991, le canton de Rhôny-Vidourle est créé à partir de celui de Vauvert, devenu trop peuplé. Seule Mus provient de celui de Sommières.
C’est un des rares anciens cantons français (avec celui de La Vistrenque, également dans le Gard, ceux de la Côte Vermeille et de la Côte Radieuse dans les Pyrénées-Orientales, et celui d’Approuague-Kaw en Guyane) à posséder un nom qui lui est propre (ne correspondant pas pour tout ou partie au nom d’une commune).
À la suite du redécoupage cantonal de 2014, le canton est supprimé. Ses communes rejoignent les cantons de Vauvert ou d'Aigues-Mortes.
En mars 2015, dans un communiqué, le dernier conseiller général Patrick Bonton explique sa décision de ne pas se représenter aux départementales pour « raison de santé » et par « l'incohérence territoriale » du « redécoupage des nouveaux cantons »,, après avoir envisagé de devenir le suppléant de Jean Denat dans le canton de Vauvert,.

## Composition
| Nom                    | Code Insee | Intercommunalité         | Superficie (km2) | Population (dernière pop. légale) | Densité (hab./km2) |
| ---------------------- | ---------- | ------------------------ | ---------------- | --------------------------------- | ------------------ |
| Aimargues (chef-lieu)  | 30006      | CC de Petite Camargue    | 26,48            | 5 325 (2014)                      | 201                |
| Le Cailar              | 30059      | CC de Petite Camargue    | 30,01            | 2 384 (2014)                      | 79                 |
| Codognan               | 30083      | CC Rhôny Vistre Vidourle | 4,65             | 2 428 (2014)                      | 522                |
| Gallargues-le-Montueux | 30123      | CC Rhôny Vistre Vidourle | 10,89            | 3 572 (2014)                      | 328                |
| Mus                    | 30185      | CC Rhôny Vistre Vidourle | 2,60             | 1 388 (2014)                      | 534                |
| Uchaud                 | 30333      | CC Rhôny Vistre Vidourle | 8,80             | 4 230 (2014)                      | 481                |
| Vergèze                | 30344      | CC Rhôny Vistre Vidourle | 10,16            | 5 057 (2014)                      | 498                |
| Vestric-et-Candiac     | 30347      | CC Rhôny Vistre Vidourle | 10,92            | 1 420 (2014)                      | 130                |

## Administration
Pour les conseillers généraux précédents, voir canton de Vauvert.
| Période | Période      | Identité       | Étiquette | Qualité |
| ------- | ------------ | -------------- | --------- | --- |
| 1992    | 2001 (décès) | René Dupont    | PCF       | Employé à l'URSSAF Ancien conseiller général du Canton de Vauvert (1982-1992) Ancien maire d'Aimargues           |
| 2001    | 2015         | Patrick Bonton | PCF       | Technicien à Verrerie du Languedoc Adjoint au maire (1995-2002) puis conseiller municipal de Vauvert (2002-2008) |

### Circonscription législative
Le canton participe à l’élection du député de la deuxième circonscription du Gard.

### Résultats électoraux

#### Élections cantonales de 1994
Premier tour :
- René Dupont (PCF), 34,56 %, en ballotage
- Marcelle Chappert (PS), 6,93 %
- Jean Bruchet (DVG), 19,13 %
- Sonia Sanchez-Oustry (DVE), 5,08 %
- Raymond Fontaine (UDF), 22,95 %
- Jean Michet (FN), 11,34 %

Deuxième tour :
- René Dupont, 56,02 %, élu
- Raymond Fontaine, 43,98 %, battu

#### Partielles du 3 juillet 2001
Premier tour :
- Patrick Bonton (PCF), 1 241 voix (45,24 %)[10]
- Mauricette Guichard (PR, soutenue par le RPR), 721 voix (26,29 %)[10]
- Jean Bruchet (PS), 397 voix (14,47 %)[10]
- Jean Michet, (FN), 203 voix (7,40 %)[10]
- Jeanine Servile, (MNR), 95 voix (3,46 %)[10]
- Amédée Speziale, (DVD), 52 voix (1,90 %)[10]
- Christophe Plan (DVG), 34 voix (1,24 %)[10]

Deuxième tour :
- Patrick Bonton, 2 458 voix (62,23 %)
- Mauricette Guichard, 1 492 voix (37,77 %)

#### Élections cantonales de 2008
Premier tour :
- Patrick Bonton (PCF), 40 %
- Daniel Fabre (UMP-PR), 25,7 %
- Jean Bruchet (PS, soutenu par le PRG et le MRC), 22,3 %
- Georges Roussel[11] (FN), 12,1 %

Deuxième tour :
- Patrick Bonton, 66,2 %, élu
- Daniel Fabre, 33,8 %, battu

## Démographie
| 1999   | 2006   | 2011   | 2012   |
| ------ | ------ | ------ | ------ |
| 19 296 | 22 269 | 24 257 | 24 766 |